# Gulbadin Naib
Gulbadin Naib (paschtunisch ګلبدين نایب, * 4. Juni 1991 in Pul-i-Alam, Afghanistan) ist ein afghanischer Cricketspieler, der seit 2011 für die afghanische Nationalmannschaft spielt.

## Kindheit und Ausbildung
Naib widmete sich zunächst dem Bodybuilding, bevor er zum Cricket kam. In der Folge durchlief er die Altersklassenmannschaften des afghanischen Teams.

## Aktive Karriere
Erstmals Aufmerksamkeit erregte er als jüngstes Mitglied des Teams, dass die ICC World Cricket League Division Four 2008 für Afghanistan gewinnen konnte. Jedoch wurde er kurz darauf aus dem Kader gestrichen und er musste mit persönlichen und familiären Herausforderungen kämpfen. Es dauerte bis August 2011, als er in im Rahmen der ICC World Cricket League Championship in Kanada sein ODI-Debüt gab. Im Februar 2012 gab er sein Twenty20-Debüt beim ICC World Twenty20 Qualifier 2012 gegen die Niederlande. Nach der Qualifikation dort wurde er für den ICC World Twenty20 2012 nominiert, bei dem ihm als beste Leistung 44 Runs gegen England gelangen. Gegen Schottland konnte er im März 2013 4 Wickets für 31 Runs als Bowler erreichen. Nachdem er erneut beim ICC World Twenty20 Qualifier 2013 half die qualifikation für die folgende Twenty20-Weltmeisterschaft zu sichern, konnte er dort unter anderem gegen Bangladesch 21 Runs erreichen. Im Oktober 2015 gelang ihm in der Twenty20-Serie in Simbabwe ein Fifty über 56* Runs, wofür er als Spieler des Spiels ausgezeichnet wurde und den Seriensieg sicherte. In der ODI-Serie gegen Simbabwe im folgenden Januar erzielte er ein weiteres Fifty (82* Runs), womit er abermals den Seriensieg sicherte und abermals ausgezeichnet wurde. Er war dann auch wieder Teil des Kaders für den ICC World Twenty20 2016, wo ihm 26 Runs gegen Südafrika gelangen.
Im Februar 2017 konnte er in Simbabwe wieder als Bowler herausstechen, als ihm im dritten ODI 4 wickets für 27 Runs gelangen. Einen Monat später erzielte er ein Fifty (51 Runs) gegen Irland. Dieses gelang ihm ebenso in der Saison 2017 in den West Indies (51 Runs). Im März 2018 war sein Fifty über 74* Runs gegen die Vereinigten Arabischen Emirate entscheidend dabei, dass Afghanistan sich beim ICC Cricket World Cup Qualifier 2018 für die Weltmeisterschafts-Endrunde qualifizierte. In der Saison 2018 folgte ein weiteres Fifty (64 Runs) in Irland. In der Vorbereitung zur Weltmeisterschaft erzielte er dann in Irland 6 wickets für 43 Runs. Beim Cricket World Cup 2019 selbst, für das er als Kapitän fungierte, erzielte er dann 3 Wickets für 68 Runs gegen den Gastgeber England und konnte gegen Bangladesch mit 47 Runs am Schlag überzeugen. Er wurde für den ICC Men’s T20 World Cup 2021 nominiert und konnte dort gegen Pakistan 35* Runs und gegen Namibia zwei Wickets (2/19) erreichen. Er war auch teil des Teams beim ICC Men’s T20 World Cup 2022, nachdem er für den verletzten Hazratullah Zazai nachnominiert wurde, wo ihm 39 Runs gegen Australien gelangen. Kurz darauf konnte er in Sri Lanka 3 Wickets für 34 Runs in der ODI-Serie erreichen.
Beim Asia Cup 2023 erreichte er vier Wickets (4/60) gegen Sri Lanka, jedoch fand er keinen Platz im Kader für den Cricket World Cup 2023 und reiste dort nur als Reservespieler mit. Bei den Asienspiele 2022/Cricket im Oktober 2023 führte er das afghanische Team zur Silbermedaille und steuerte drei Wickets (3/28) beim Viertelfinalsieg gegen Sri Lanka bei. In der Twenty20-Serie in Indien im Januar 2024 gelangen ihm zwei Fifties (57 und 55* Runs). Im April wurde er, nachdem sich Mitchell Marsh verletzt hatte, für die Delhi Capitals für die Indian Premier League 2024 nachnominiert. Kru darauf wurde er für den ICC Men’s T20 World Cup 2024 nominiert.